# Konotopie
Konotopie – wieś w Polsce położona w województwie kujawsko-pomorskim, w powiecie lipnowskim, w gminie Kikół.

## Historia
W 1853 roku wieś nabył Ignacy Kazimierz Pląskowski. W 1877 roku przekazał ją swojemu synowi Karolowi. Ten sprzedał ją w 1892 roku.
W latach 1975–1998 miejscowość administracyjnie należała do województwa włocławskiego.

## Demografia
Według Narodowego Spisu Powszechnego (III 2011 r.) wieś liczyła 136 mieszkańców. Jest siedemnastą co do wielkości miejscowością gminy Kikół.